# نوبوآکی کانه‌کو
نوبوآکی کانه‌کو (金子 ノブアキ, 金子 信昭 Kaneko Nobuaki, زادهٔ ۵ ژوئن ۱۹۸۱) درامر و بازیگر ژاپنی است. لقب او آکون (あっくん Akkun) و ان.کی. است. او یکی از اعضای گروه راک رایز است. کانه‌کو زیر نظر Itoh Company فعالیت می‌کند و لیبل او Illchill است.
جانی یوشی‌ناگا، پدر کانه‌کو، نیز یک درامر است و مادرش ماری کانه‌کو خواننده است. برادر کوچکترش کنسوکه کانه‌کو (معروف به کن‌کن) نوازنده گیتا بیس گروه ریزه است.
در نوامبر ۲۰۱۳، نوبوآکی کانه‌کو با یک خانم غیرسلبریتی که قبلاً مدل بوده‌است، ازدواج کرد.